# Philippe Panerai
Philippe Panerai, (Royan, 5 de septiembre de 1940-París, 12 de mayo de 2023) fue un arquitecto y urbanista francés.

## Biografía
Diplomado en Arquitectura en 1967 en la Escuela Nacional Superior de Bellas Artes de París y en Urbanismo en 1969 en el Instituto de Urbanismo, dependiente entonces de la Universidad de París, su carrera académica como profesor se ha desarrollado en la Escuela Nacional Superior de Arquitectura Versalles, donde fundó el laboratorio de investigación ADROS-UP3, posteriormente LADRHAUS. Desde el 2000 dirige la Escuela de Arquitectura Paris-Malaquais.
Como arquitecto, ha trabajado en distintos proyectos relativos a la transformación de la relación entre la ciudad y el ámbito rural, la integración de infraestructuras en las ciudades y las mutaciones urbanas. Entre sus trabajos, destacan La Teisseire de Grenoble, proyecto de demolición y reconstrucción de 1200 viviendas, el Zenata New Town Master Plan de Casablanca (Marruecos) y el plan urbanístico del Campus Condorcet de Aubervilliers. Es un colaborador, junto a Bruno Fortier y Christian Devillers, del proyecto urbano 'Reims 2020'. En 1999 ganó el Gran Premio de Urbanismo (Grand prix de l'urbanisme) que otorga el ministerio de Cohesión Territorial francés desde 1989 y es miembro de la Academia de Arquitectura de Francia.
Ha publicado numerosos libros y artículos, entre los cuales se encuentran Elementos de Análisis Urbano (Ediciones IEAL, 1983), Formas Urbanas. De la manzana al bloque (Gustavo Gili, 1986) y Proyectar la Ciudad (Ediciones Celeste, 2003), traducidos al español, y en 2016 Dessin de ville et vie quotidienne (ERU, 2016). Desde 2017 es editor jefe de la revista Tous Urbains.